# Heteropalpia profesta
Heteropalpia profesta là một loài bướm đêm trong họ Erebidae.